# A Certain Doom
«Un Futuro Cierto» —título original en inglés: «A Certain Doom»— es el décimo sexto episodio de la décima temporada de la serie de televisión The Walking Dead. Se estrenó el día 2 de octubre de 2020 en exclusividad para AMC Premium, por medio de pago para ver el episodio, el día 4 de octubre se estrenó para AMC en todo Estados Unidos. Fue dirigido por Greg Nicotero y el guion estuvieron a cargo de Eli Jorné, Jim Barnes y Corey Reed. 
El episodio estaba originalmente programado para emitirse el 12 de abril de 2020 como final de temporada, sin embargo, AMC anunció el 24 de marzo de 2020 que la posproducción del episodio se retrasó debido a la pandemia de COVID-19 y en su lugar se emitió el 4 de octubre de 2020. AMC anunció que la décima temporada emitirá seis episodios más hasta principios de 2021.
Este episodio marca el regreso de Maggie Greene (Lauren Cohan) que había estado ausente en el episodio de temporada anterior "What Comes After" y a su vez, el episodio marca la salida de Ryan Hurst quien interpreta a Beta de la temporada anterior del episodio "Guardians", ya que su personaje es asesinado por Daryl Dixon (Norman Reedus).

## Trama
Beta (Ryan Hurst) ha llevado a la enorme horda de Susurradores a la Torre, donde los supervivientes del interior se apresuran a ajustar su plan de supervivencia. El padre Gabriel Stokes (Seth Gilliam) ordena a varios pares de supervivientes que lleven piezas de un sistema de altavoces más allá de la horda en un vagón para ser tirado por caballos, que los supervivientes utilizarán para tocar música y atraer a la horda al océano para destruirlos. Luke (Dan Fogler), Jules (Alex Sgambati), Daryl (Norman Reedus), Kelly (Angel Theory), Jerry (Cooper Andrews), Magna (Nadia Hilker), Carol (Melissa McBride) y Beatrice (Briana Venskus) deciden aventurarse a través de la horda para diseñar el plan de escape. Antes de irse, Lydia (Cassady McClincy) hace las paces con Carol y esta última insiste en que la primera necesita crear su propio camino, luego del fallecimiento de su madre, Alpha.
El grupo comienza a escudriñar a través de la horda y los Susurradores que intentan atacar al grupo son eliminados por arqueros. La mayor parte del grupo logra evadir a la horda y huir al bosque. Carol se las arregla para herir mortalmente a un Susurrador que la ataca a ella y a Beatrice, pero el Susurrador agonizante hiere a Beatrice, lo que obliga a Carol a dejarla atrás cuando es descubierta y devorada por la horda. Los sobrevivientes configuraron el sistema de sonido de Luke y comenzaron a tocar música a todo volumen, lo que aleja a la horda de la Torre, dando a la gente que está dentro la oportunidad de escapar. Beta y la mayoría de los Susurradores se quedan con la horda y alcanzan el carro cuando cae la noche, destruyéndolo después de obligar al grupo a retirarse y abandonar el carro.
Sin otras opciones, Daryl lidera al grupo para cazar y matar a los Susurradores uno por uno en un último esfuerzo para evitar que la horda regrese a la Torre. Negan (Jeffrey Dean Morgan) y Daryl se enfrentan a Beta; aunque Beta intenta vengar la muerte de Alpha, Daryl lo apuñala en cada ojo. Beta recuerda el credo de los Susurradores de abrazar toda muerte, y sonríe feliz mientras se imagina a la horda abrazándolo mientras lo devoran. Negan reconoce a Beta de antes del apocalipsis, pero Daryl se encoge de hombros. De vuelta en la Torre, la mayor parte del grupo ha evacuado gracias a la ausencia de la horda, pero Gabriel se queda atrás para contener a un grupo de Susurradores. Gabriel lucha contra varios Susurradores que invadieron el refugio pero varios de ellos logran de dominarlo; es salvado de morir por un guerrero encapuchado y enmascarado en compañía de Maggie (Lauren Cohan), quien ha regresado al área después de leer una carta de Carol advirtiéndole sobre los Susurradores. La pareja también pudo salvar a Aaron (Ross Marquand) y Alden (Callan McAuliffe) de un grupo de Susurradores.
Lydia, habiendo aprendido a liderar la horda por su madre, se pone la máscara de Alpha y lleva a la horda a un acantilado, con la intención de saltar a su muerte para llevar a la horda a su perdición. Carol la alcanza y le ordena que se vaya y ella tomará su lugar, pero Lydia la salva de suicidarse y ambas se abrazan y se esconden mientras la horda cae por el acantilado. Lydia también arroja la máscara de su madre al acantilado. El grupo se reunió fuera de la Torre en un campamento improvisado; Maggie se reencuentra con Judith (Cailey Fleming), y Daryl le promete a Carol que todavía está ahí para ella.
Mientras tanto, se revela que Connie (Lauren Ridloff) está viva, aunque débil y desnutrida. Después de colapsar en la carretera, Virgil (Kevin Carroll) la encuentra, quien se dirigió a Oceanside solo para encontrarla vacía. En Virginia Occidental, el grupo de Eugene (Josh McDermitt) llega al punto de encuentro previsto con Stephanie en un depósito de trenes. Después de sufrir un accidente de bicicleta antes, Eugene inicialmente cree que se ha perdido su reunión con Stephanie, pero inspirado por sus amigos declara que irán a buscarla. Los cuatro son abordados repentinamente por un gran grupo de soldados fuertemente armados con chalecos antibalas blancos y rojos, que obligan al grupo a entregar sus armas y arrodillarse a punta de pistola.

## Producción

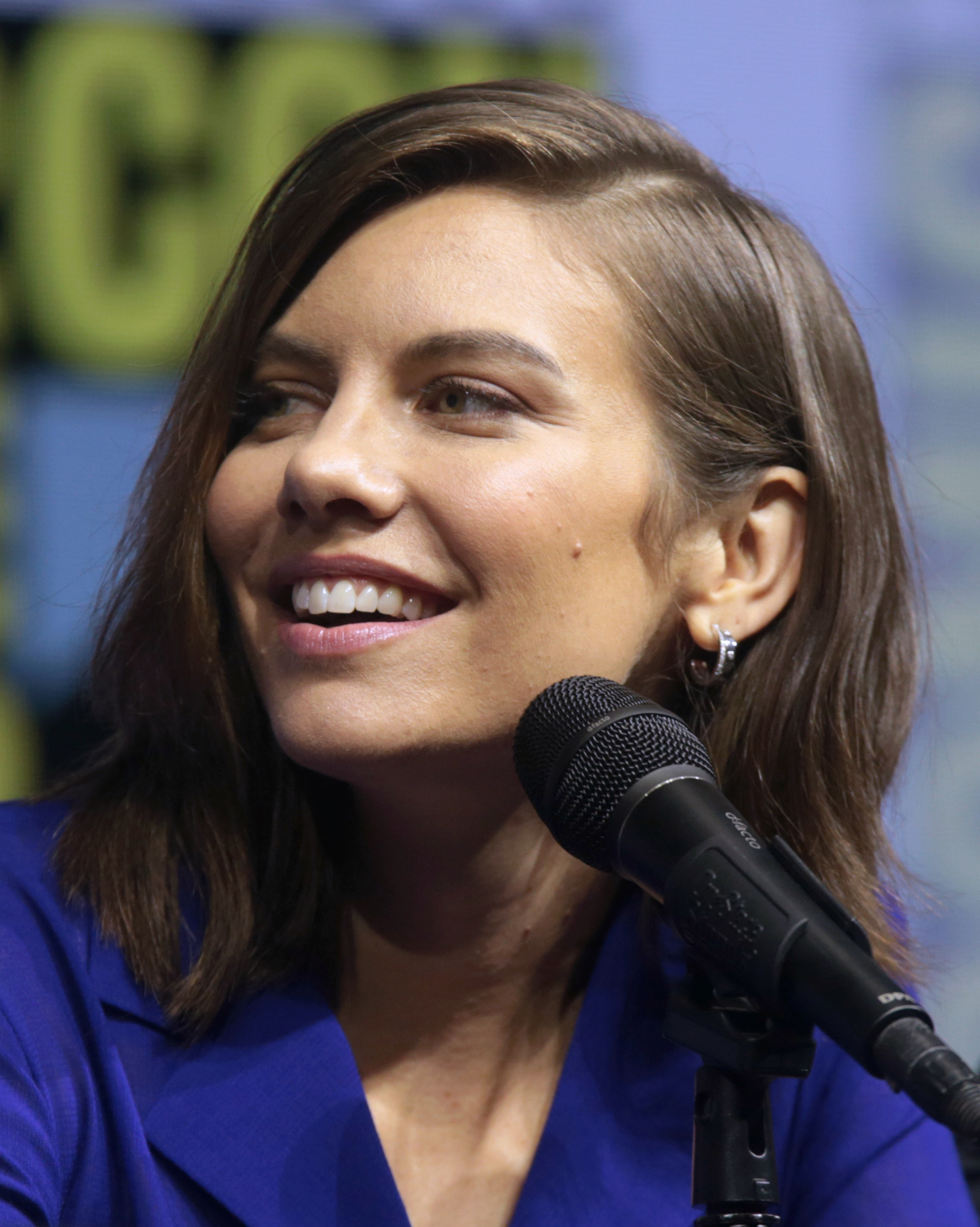
Lauren Cohan regresó al programa en el papel de Maggie Greene después de dejar el programa por un año.

Lauren Cohan regresó al programa en su papel de Maggie Greene después de irse en la novena temporada después de haber sido elegida para un papel principal en la serie de televisión Whiskey Cavalier. Cohan y los escritores no habían considerado que Maggie fuera descartada del programa por completo en ese momento, y dejaron el potencial para su regreso en temporadas posteriores dependiendo de la disponibilidad de Cohan. Con la cancelación de "Whiskey Cavalier" después de una temporada, Cohan pudo regresar al programa en un papel de reparto de tiempo completo, lo que permitió a los escritores incorporarla a la trama en curso.
La selección de The Talking Heads '"Burning Down the House" fue una elección que se tomó después de que se completó el guion, pidiendo solo una pieza de música rock para ayudar a alejar a los caminantes del hospital. Kang dijo que muchos de los miembros del personal eran fanáticos de Talking Heads y se sintieron atraídos por la canción ya que su letra coincidía con el tema de la escena con los sobrevivientes en contra de probabilidades imposibles. La canción en sí era una pieza de música cara para licenciar para el episodio, pero otras opciones que probaron no funcionaron tan bien, por lo que optaron por pagar más por los derechos.
A Certain Doom" también presenta la Commonwealth, una gran comunidad que es fundamental para el último gran arco de la serie de cómics. Según la guionista Angela Kang, tenían la intención de que el final de la temporada 10 terminara con la presentación de Commonwealth.
"A Certain Doom" se había planeado como el final de la temporada 10 de la serie, que se emitirá alrededor de abril de 2020, pero debido a la pandemia de COVID-19, AMC anunció el 24 de marzo de 2020 que el episodio se retrasaría. Kang explicó que aunque el episodio había terminado de filmarse, el trabajo de postproducción efectos visuales no pudo completarse a tiempo debido a la pandemia.
"A Certain Doom" se confirmó para su fecha de emisión del 4 de octubre de 2020 en julio de 2020, además de confirmar la adición de seis episodios adicionales a la décima temporada que se espera salgan al aire a principios de 2021, ya que la decimoprimera temporada se retrasaría debido a la pandemia.

## Recepción

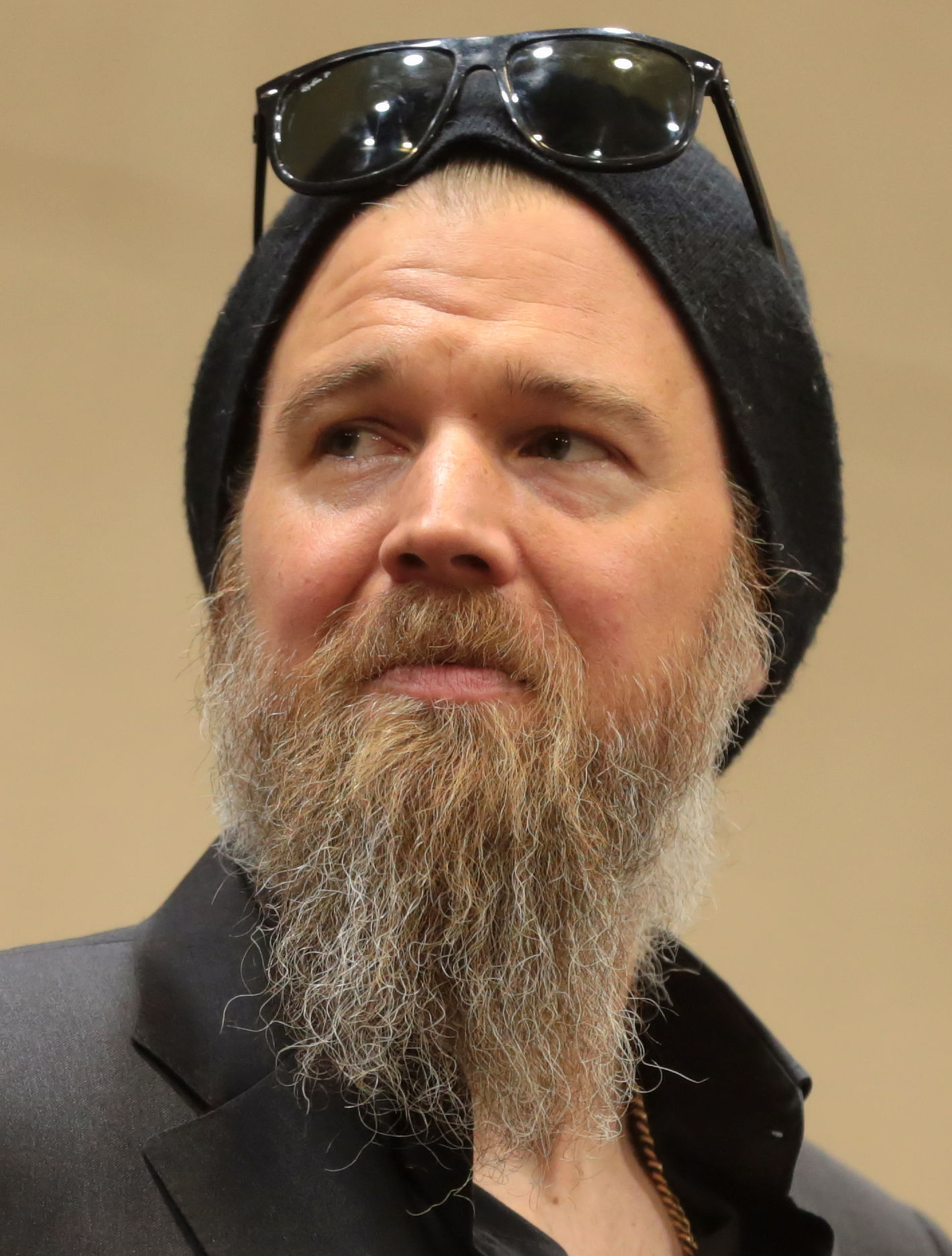
Ryan Hurst hizo su última aparición regular en este episodio después de que su personaje fuera asesinado por Daryl y Negan, La actuación de Hurst fue muy aclamada por la crítica.

### Recepción crítica
"A Certain Doom" recibió críticas positivas. En Rotten Tomatoes, el episodio tiene un índice de aprobación del 88% con una puntuación media de 6,78 sobre 10, según 18 reseñas. El consenso crítico del sitio dice: "Los Susurradores finalmente son silenciados para siempre en 'A Certain Doom', un clímax ordenado que prescinde eficientemente de viejos enemigos mientras prepara una nueva cosecha de antagonistas".
Jeffrey Lyles, que escribe para Lyles 'Movie Files, le otorgó una calificación de 8/10 y escribió: "Esto no se sintió tan satisfactorio como meses después de que Negan mató a Alpha y Beta juró venganza, pero en formato de maratón" Apuesto a que esto se sentirá como una recompensa bien ganada." Ron Hogan de Den of Geek le dio al episodio una calificación de 4/5, elogiando el trabajo de Nicotero, y escribió: "Una cosa que puedes decir sobre Greg Nicotero como director, él sabe exactamente cómo quiere que se vean sus efectos especiales, y los dispara en todo su esplendor." Escribiendo para "Insider", Kirsten Acuña le dio al episodio una calificación de B+ y escribió en su reseña: "No lo llamaría exactamente una guerra. Sin embargo, sigue siendo una conclusión satisfactoria de lo que ha sido una de las temporadas más agradables de "TWD" en los años en los que Kang hizo cambios importantes en los cómics." John Doyle de Globe and Mail también elogió el episodio en su reseña y escribió: "Es lúgubre pero pasable, como nuestras vidas ahora". Matt Fowler de IGN le dio al episodio una calificación promedio de 7/10 y elogió el episodio en su reseña diciendo: "El final de la temporada 10 de The Walking Dead contenía emociones sólidas y momentos apropiadamente tensos, pero vaciló cuando llegó a ritmos de historias más grandes y memorables." Escribiendo para The A.V. Club, Alex McLevy le dio al episodio una B y escribió: "La segunda mitad de la temporada 10 ha sido fuerte, y esta entrega es una conclusión adecuada, dado que también despacha su amenaza con un mínimo de alboroto". Richard Rys, quien escribe para Vulture, le dio al episodio una calificación promedio de 3/5 en su reseña y escribió: "Tal vez este episodio se mantenga mejor bajo un horario de atracones, pero esperar tanto tiempo para un final bastante predecible para las historias largas se sintió un poco anticlimático." Erik Kain de Forbes elogió el episodio en su reseña, escribiendo: "En general, este fue un final de temporada perfectamente bueno. Tengo algunas quejas, pero la más grande es que se sintió un poco plana en comparación con episodios anteriores de esta temporada."

### Calificaciones
"A Certain Doom" recibió 2,73 millones de espectadores, por debajo de la calificación del episodio anterior.